# Cap de Canalets
El Cap de Canalets és una muntanya de 2.609 metres d'altitud que es troba al municipi de Lladorre, a la comarca del Pallars Sobirà.
Forma part del Parc Natural de l’Alt Pirineu. Al peu del seu vessant nord es troba el refugi de Certascan.